# Böleäng

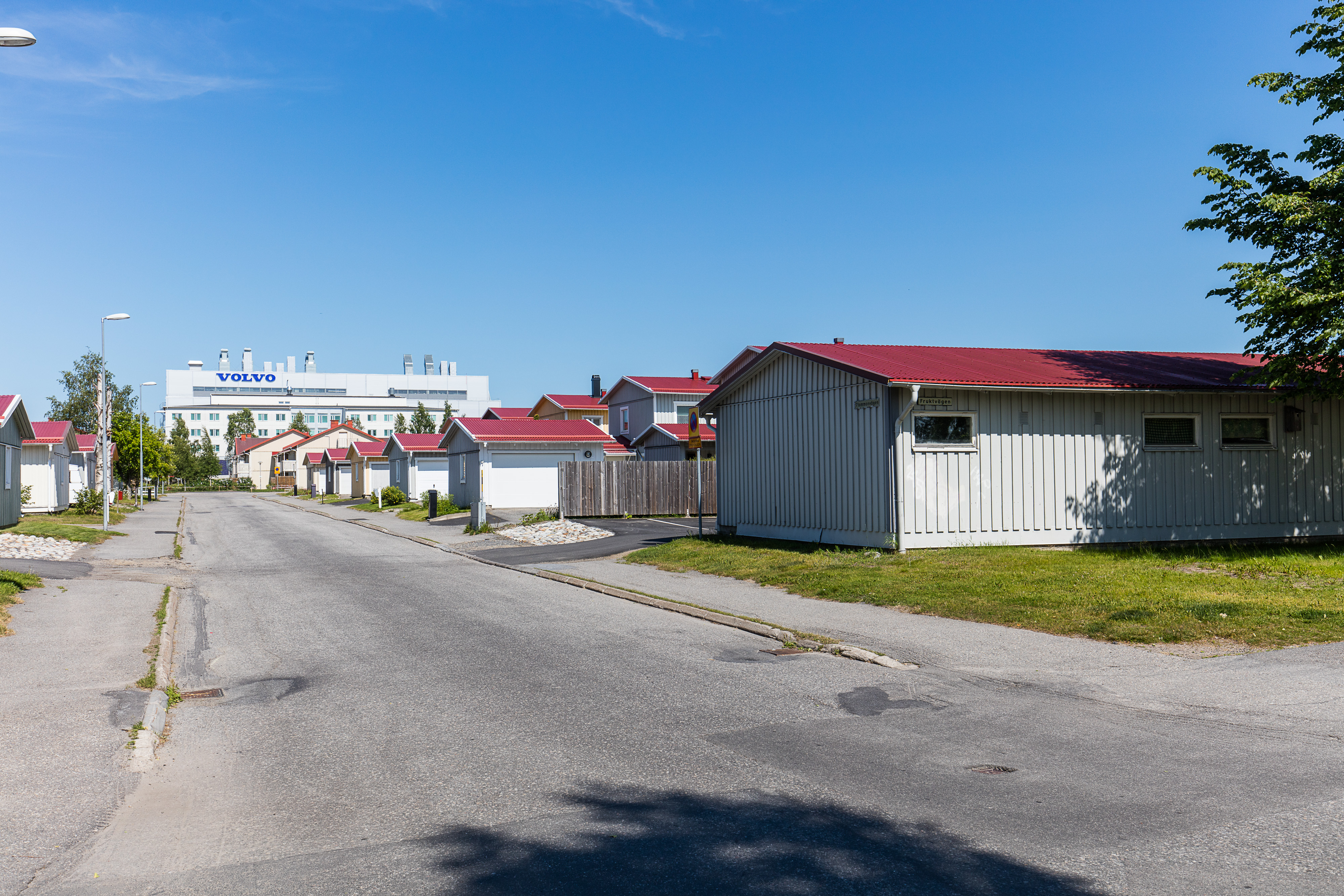
Böleäng med Volvo-fabriken i bakgrunden

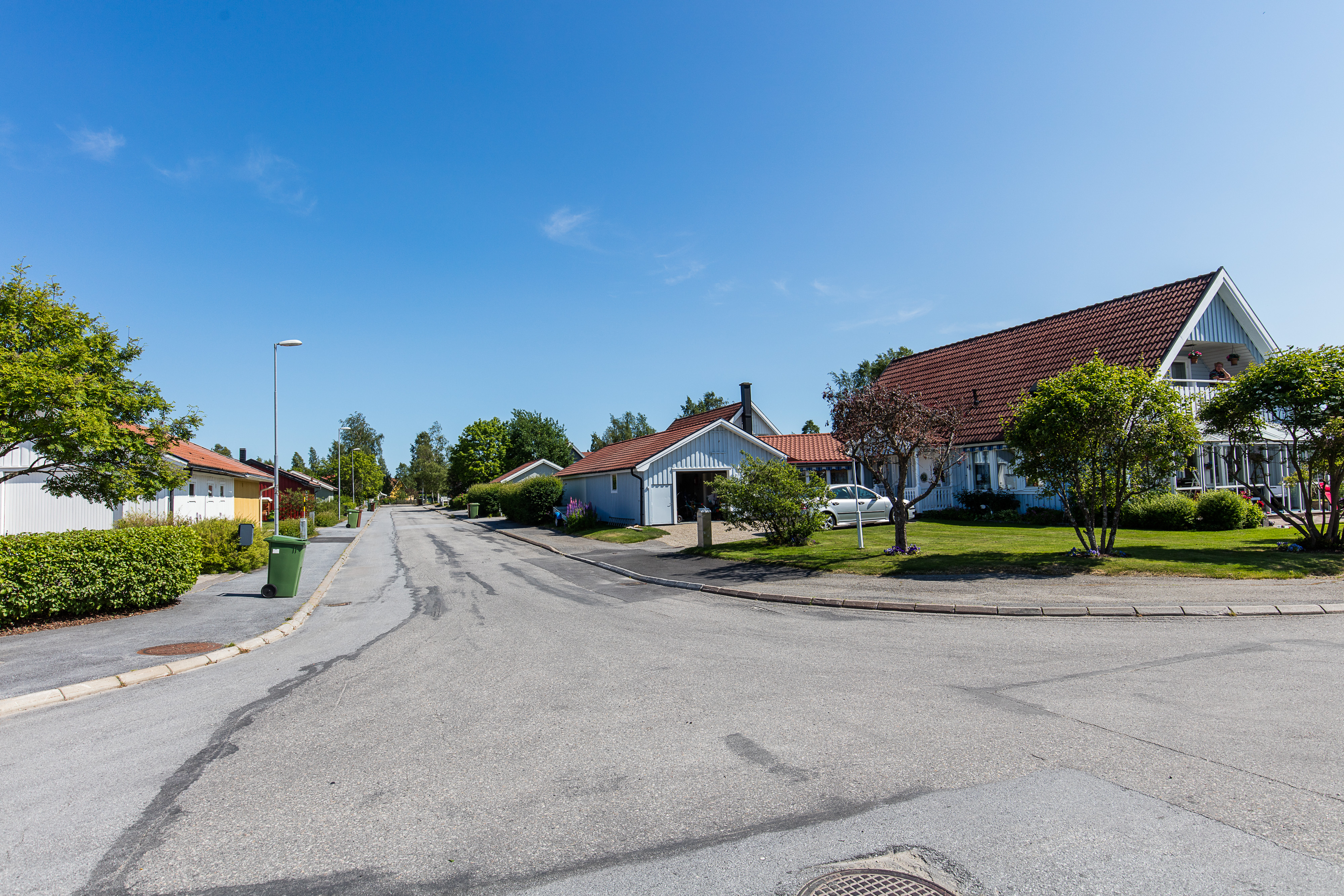
Villakvarter i Böleäng

Böleäng är ett delområde inom stadsdelen Teg i Umeå, som huvudsakligen byggdes upp i två faser under 1960- och 1970-talen. 
Bebyggelsen består av serieproducerade villor och radhus samt hyreslägenheter. Här finns gott om grönområden med möjligheter för spontanidrott. På Böleäng finns Böleängskolan som är en låg- och mellanstadieskola. Vidare finns här en relativt stor mataffär (Ica Fyrklövern). Böleängkyrkan intill stängdes under början av 2020-talet och i lokalen öppnade en restaurang. 
Böleäng indelas ofta i två delar. Gränsen mellan delarna utgörs av Enbärsvägen som löper i nord-sydlig riktning från Volvo Umeverken till Röbäcksslätten. Väster om Enbärsvägen ligger Böleäng II och öster om vägen ligger Böleäng I. 